# 彻瓦尔
彻瓦尔，是匈牙利佩斯州所辖的一个村。总面积17.17平方公里，总人口673，人口密度39.2人/平方公里（2011年1月1日）。